# Verhoeffiella hispanica
Verhoeffiella hispanica is een springstaartensoort uit de familie van de Entomobryidae. De wetenschappelijke naam van de soort is voor het eerst geldig gepubliceerd in 1931 door Bonet.